# Шушков Петро Сергійович
Петро Сергійович Шушков (23 серпня 1889, село Середобське Архангельської губернії, тепер Архангельської області, Російська Федерація — розстріляний 8 січня 1938, місто Харків) — радянський діяч, заступник народного комісара шляхів сполучення СРСР, начальник низки залізниць, член ЦВК СРСР 6-го скликання. Член Центральної контрольної комісії ВКП(б) у 1927—1934 роках.

## Біографія
Народився в родині робітника-кочегара. Три роки навчався у початковій школі. У 1906 році, після закінчення механіко-технічного училища в Архангельську, почав працювати помічником слюсаря, потім — помічником машиніста в паровозному депо Няндома Північних залізниць. Через шість років працював машиністом і черговим по депо Званка. Обирався членом правління споживчого кооперативу і головою районного комітету Північних залізниць.
Член РСДРП(б) з січня 1917 року.
У 1917 році обраний до правління Центральної спілки майстрових і робітників залізничників та членом ревізійної комісії Всеросійського виконавчого комітету залізничників (Вікжель) в Петрограді. 
У 1918—1919 роках — завідувач політичного відділу Східного фронту РСЧА, комісар Вологодського відділу шляхів сполучення, головний комісар Північних залізниць.
З 1919 року керував роботою рейкових магістралей на Кавказі, працював політичним уповноваженим Народного комісаріату шляхів сполучення РРФСР і членом Ради Кавказької трудової армії в місті Грозному; заступником народного комісара шляхів сполучення і комісаром Азербайджанської залізниці; уповноваженим революційного комітету з управління Грузинськими залізницями в Тифлісі.
У 1920 році — начальник управління Забайкальської залізниці в Іркутську.
У 1920 році знову переведений до Тифлісу. У 1920—1922 роках — уповноважений Народного комісаріату шляхів сполучення РРФСР на Закавказькій залізниці, начальник управління Закавказької залізниці.
З 1922 по червень 1923 року — начальник управління Сизрано-Вяземської залізниці.
З червня 1923 по 1925 рік — начальник управління Усурійської залізниці в Хабаровську.
У 1925—1927 роках — уповноважений Народного комісаріату шляхів сполучення СРСР на Південно-Західній залізниці, голова правління Південно-Західної залізниці.
З 1927 року — член колегії Народного комісаріату робітничо-селянської інспекції СРСР. У 1929—1931 роках — завідувач Транспортної інспекції Народного комісаріату робітничо-селянської інспекції СРСР.
13 липня 1930 — 4 лютого 1932 року — кандидат у члени президії Центральної контрольної комісії ВКП(б).
У 1931—1933 роках — заступник народного комісара шляхів сполучення СРСР.
У 1933—1935 роках — начальник паровозного управління Народного комісаріату шляхів сполучення СРСР.
У 1935 — серпні 1937 року — начальник Південної залізниці.
10 серпня 1937 року заарештований органами НКВС. Засуджений Воєнною колегією Верховного суду СРСР 7 січня 1938 року до страти, розстріляний наступного дня в Харкові.
29 лютого 1956 року посмертно реабілітований.

## Нагороди
- орден Леніна (4.04.1936)